# Cangtian
Cangtian (kinesiska: 仓田乡, 仓田) är en socken i Kina. Den ligger i provinsen Sichuan, i den sydvästra delen av landet, omkring 430 kilometer sydväst om provinshuvudstaden Chengdu. Antalet invånare är 7 293. Befolkningen består av 3 506 kvinnor och 3 787 män. Barn under 15 år utgör 29,0 %, vuxna 15-64 år 64 %, och äldre över 65 år 5,0 %.
Genomsnittlig årsnederbörd är 1 314 millimeter. Den regnigaste månaden är juli, med i genomsnitt 331 mm nederbörd, och den torraste är januari, med 4 mm nederbörd.